# Sideshow Bob
Robert Onderdonk Terwilliger, més conegut com a Sideshow Bob és un personatge habitual de la sèrie animada de televisió Els Simpson. A la versió original, està doblat per l'actor Kelsey Grammer; la seua primera aparició va ser a l'episodi "The Telltale Head", breument. Bob s'autoproclama com un geni, graduat a la universitat Yale, membre del Partit Republicà i un entés en l'alta cultura. Va començar la seua carrera com secundari del programa de televisió de Krusty el Pallasso, però a causa dels abusos d'aquest últim, Bob prova d'implicar-lo en un robatori, exposat al capítol "Krusty Gets Busted". El pla és descobert per Bart Simpson, i Sideshow Bob acaba a la presó.
La seua següent aparició és a l'episodi "Black Widower", de la tercera temporada. Els guionistes es van basar en les aventures de Wile E. Coyote i el Correcamins per exposar els successius intents de Bob d'acabar amb la vida de Bart sense èxit. Així, en cada nova aparició del personatge, Bob ha assumit el rol de geni del mal. Els capítols en els quals hi participa solen narrar una posada en llibertat de Bob, per a tot seguit tramar el seu elaborat pla de revenja, sovint desbaratat per Bart i Lisa Simpson. Els seus plans solen estar relacionats amb assassinats i destruccions, a vegades dirigides cap al jove Simpson o, en menor mida, Krusty, tot i que igualment afectarà al conjunt de la família protagonista. A "Funeral for a Fiend" s'exposa que, després d'anys de fracassos, Sideshow Bob embogeix.
El personatge de Sideshow Bob comparteix trets de personalitat amb un altre personatge de Kelsey Grammer: el psiquiatre radiofònic Frasier Crane, que hi va aparèixer a la sèrie Cheers i en el seu posterior spin-off Frasier. A Els Simpsons s'han posat sobre la taula nombroses semblances entre ambdós. Per exemple, el germà de Bob, en Cecil, i el seu pare, van rebre les veus de David Hyde Pierce i de John Mahoney, respectivament. Aquestos actors interpretaven, justament, al germà Niles i al pare de Frasier Crane. Grammer ha rebut diversos reconeixements per la seua actuació, entre ells, l'Emmy a la Millor Actuació de Veu en Prime-time el 2006, pel seu paper en l'episodi "The Italian Bob".
El 2012, Sideshow Bob ha tingut paper amb veu a tretze episodis de la sèrie, als quals cal sumar-ne altres on apareix breument; el darrer ha estat "The Bob Next Door", de la temporada vint-i-una. Com a conseqüència de les seues aparicions regulars, el personatge s'ha traslladat a altres formats, com els còmics d'Els Simpons o un cameo en el videojoc aparegut el 2007 i basat en la popular sèrie. A més a més, Sideshow Bob és conegut pels seus dots com a cantant; diverses actuacions amb la veu de Grammer s'han inclòs en els recopilatoris musicals.